# News Republic
News Republic war eine Nachrichtenaggregations-App, die für Android und iOS verfügbar war. Das System basierte auf künstlicher Intelligenz und griff auf über 3000 Nachrichtenquellen zurück, um den Nutzern personalisierte Nachrichten anzubieten. Der Dienst wurde am 14. März 2021 eingestellt.

## Geschichte
Das 2008 in Bordeaux als Mobiles Republic gegründete Unternehmen wurde 2012 in News Republic umbenannt und war seitdem die erfolgreichste App Frankreichs, wo es seit 2010 erstmals als App erhältlich war. Ab 2012 kam es auch in anderen Ländern Europas und in den USA auf den Markt. Im Mai 2013 konnte das Unternehmen 6 Millionen US-Dollar auftreiben – und zwar mithilfe von XAnge, Intel Capital und Creathor Venture – ein Verband, der das Unternehmen von Anfang an unterstützt hatte. Nach einem erfolgreichen Vorlauf auf HTC-Handys weltweit und weiteren Vorinstallationen auf Samsung, Huawei, Wiko und Acer wurde News Republic zu einem globalen Nachrichtenaggregator, der in 32 Sprachen in 40 Ländern verfügbar war. Das Unternehmen wurde im Juni 2016 von Cheetah Mobile für 57 Millionen US-Dollar erworben und im November 2017 erneut an Bytedance, den Eigentümer von Toutiao, dem weltweit populärsten Nachrichtenaggregat, verkauft.
Mit Meldung im Februar 2021 in der App wurde das Folgende mitgeteilt: „Liebe*r News Republic Nutzer*innen, Wir möchten uns bei Ihnen für die Zeit, die Sie auf News Republic verbracht haben, bedanken! Für uns war es ein Privileg, Ihnen hochwertige Inhalte anzubieten und in den letzten 10 Jahren ein Teil Ihres Lebens zu sein. Leider müssen wir Sie darüber in Kenntnis setzen, dass wir News Republic am 14. März 2021 einstellen werden. Wir möchten uns nochmals bei Ihnen bedanken, dass wir unseren Dienst anbieten durften. Mit freundlichen Grüßen, Ihr News Republic Team.“

## Reichweite
News Republic hatte weltweit 12 Millionen aktive Nutzer und Hauptniederlassungen in Italien, Frankreich, Deutschland, den USA und Taiwan.

## Features
- Umfassende Medienauswahl: Vollständige Artikel mit Fotos und Videos aus den wichtigsten Quellen der aktuellen Presse- und Nachrichtenlandschaft wurden den Nutzern angeboten.
- Personalisierter Feed: News Republic personalisierte Nachrichten-Feeds mit den Informationen, die Nutzer am meisten interessierten. Der Feed basierte größtenteils auf KI-Technologie.
- Folgen, Abonnieren: War man interessiert an Meldungen bestimmter Quellen und Medien, konnte man deren Beiträge folgen oder abspeichern und über sogenanntes „Abonnieren“ regelmäßig Updates zu speziellen Themen und Schlagzeilen erhalten.
- Kategorienauswahl: Folgen konnte man nationalen und internationalen Nachrichten, Meldungen aus Politik, Wirtschaft, Technologie, Unterhaltung, Sport und mehr.
- Push-Benachrichtigungen
- Umfragen: Zu Spezialthemen konnten Nutzer ihre Meinung in Form von Mini-Umfragen hinterlassen, zu denen sie außerdem eine Reihe dazugehöriger Artikel lesen konnten.

## Belege
1. ↑  Farewell Friends. Abgerufen am 23. Februar 2021.